# Star Trek: The Next Generation
Star Trek: The Next Generation är en amerikansk science fiction-serie skapad och producerad av Gene Roddenberry. Serien utspelas inom Star Treks universum, nästan ett århundrade efter originalserien Star Trek från 1966 och handlar om en ny besättning ombord rymdskeppet Enterprise-D. Seriens namn förkortas ofta till ST:TNG eller TNG.
Det två timmar långa pilotavsnittet, Encounter at Farpoint, visades första gången i amerikansk TV den 28 augusti 1987. TV-serien blev en tittarsuccé och avslutades efter 7 säsonger med avsnittet All Good Things... den 29 maj, 1994. Star Trek Next Generation hade svensk premiär på Kanal 5 den 16 september 1994. Dess popularitet ledde till att flera spinoff-serier producerades i obruten följd ända fram till 2005.
Varje avsnitt inleds med att kommendör Jean-Luc Picard som spelades av Patrick Stewart säger:
Space, the final frontier. These are the voyages of the starship Enterprise. Its continuing mission: to explore strange new worlds, to seek out new life and new civilizations, to boldly go where no one has gone before.
Detta är snarlikt med inledningen till originalserien, med den skillnaden att berättarrösten där säger ...where no man has gone before samt Its five-year mission....

## Handling

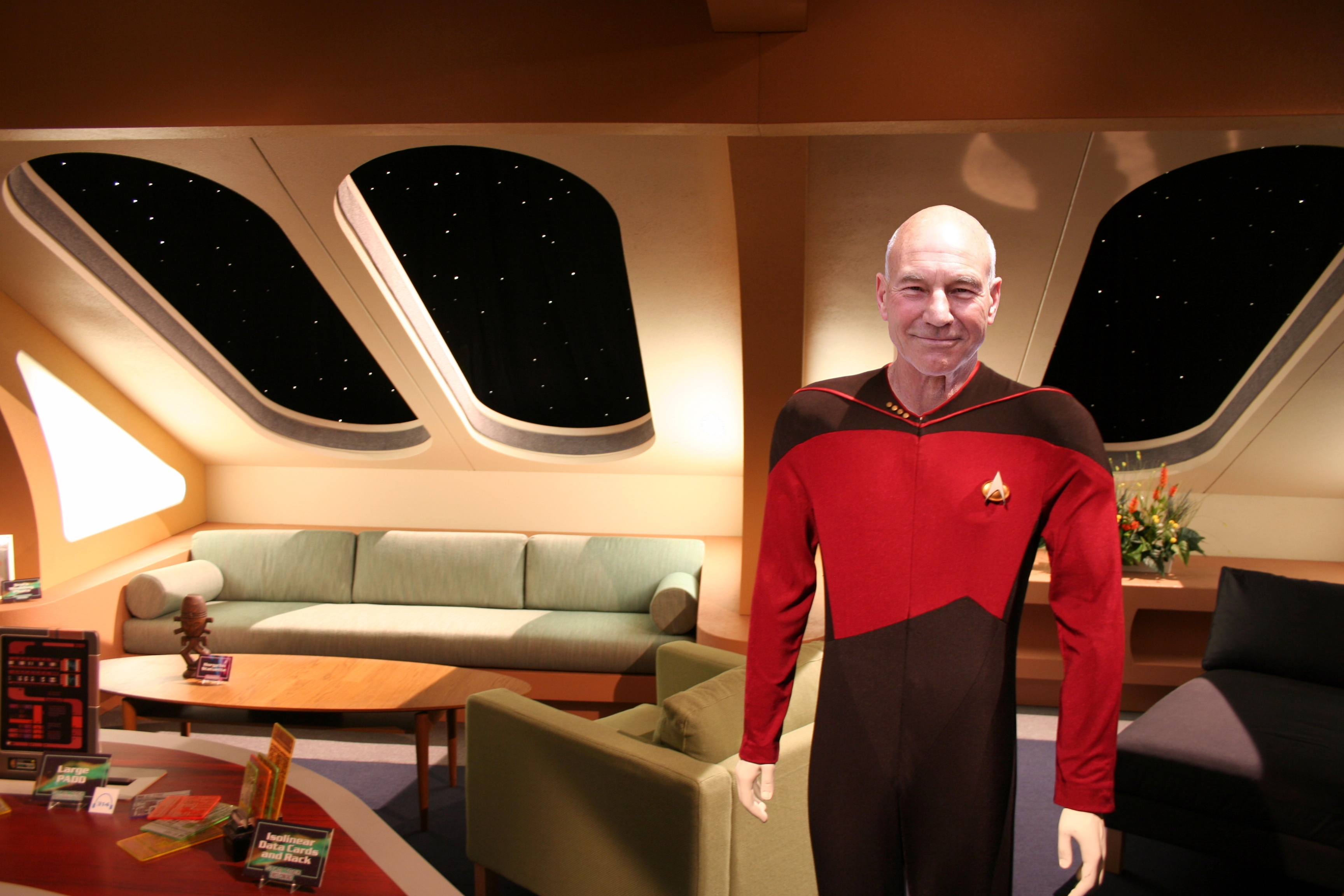
Kapten Picard i sin hytt ombord på USS Enterprise D.

Star Trek The Next Generation handlar om besättningen på USS Enterprise (NCC-1701-D), ett rymdskepp i Galaxy-klassen som i första hand är ämnat för utforskning av rymden och diplomatiska uppdrag men är också stridsdugligt när det behövs. Kommendören för Enterprise-D är den erfarne och karismatiske fransmannen Jean-Luc Picard. Han är mer intellektuell och filosofisk än den typiske protagonisten brukar vara i populär science fiction.
Precis som i originalserien stöter besättningen på många teknologiskt utvecklade varelser. Många avsnitt handlar om tidsresor, karaktärsdramer, naturkatastrofer och andra intriger med utomjordiska kontakter. Besättningen på Enterprise-D använder och föredrar oftare fredliga förhandlingar än vad besättningen i originalserien gjorde. Ett annat viktigt ämne som tas upp oftare än i originalserien är det så kallade Prime directive. Prime direktive eller som man skulle säga på svenska det grundläggande direktivet innebär att Federationen (United Federation of Planets, UFP), inte får ingripa i en kulturs utveckling om den ännu inte lärt sig att resa mellan stjärnor. I TNG efterföljs detta direktiv oftare vilket också skapar moraliska konflikter hos rollfigurerna då de ibland tvingas ignorera kulturer som är i behov av hjälp.
En annan viktig skillnad är kontinuiteten i olika generella handlingsförlopp mellan avsnitten. Ett skeende i ett avsnitt kan påverka handlingen i ett senare avsnitt. En viktig återkommande rollfigur är seriens första stora antagonist, Q. Han binder ihop serien genom att medverka i såväl det första avsnittet Encounter at Farpoint och det sista All Good Things... där han tvingar besättningen till ett avgörande prov i mänsklig skärpa och kvicktänkthet. Eftersom Q har förmågan att kontrollera var i tiden han ska uppträda kan de första och sista avsnitten i serien, ur hans synvinkel, följa direkt efter varandra och faktiskt vara samma inledande prov. Hans Puck-lika beteende och beräknande sätt att skapa oreda och förödelse i flera avsnitt gör honom till besättningens mest inflytelserika antagonist, vilket också var planerat ända från seriens start.

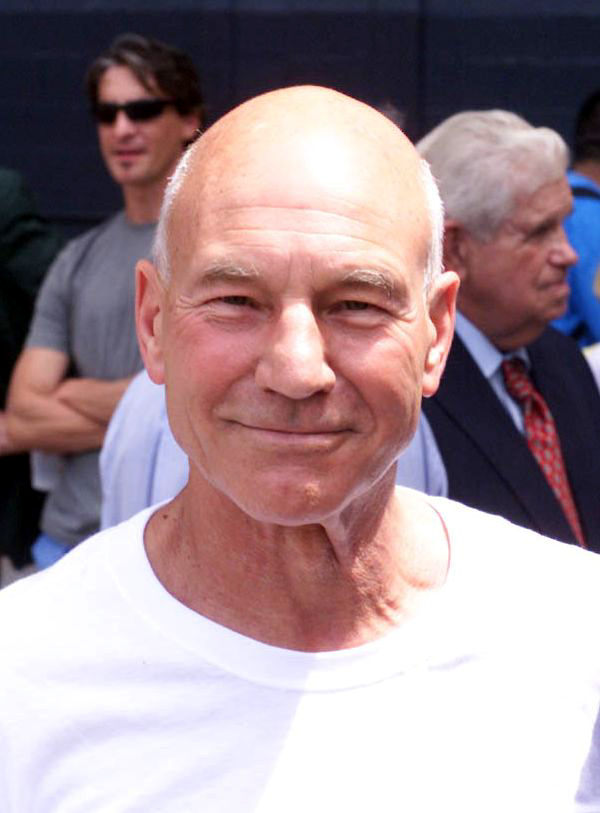
Patrick Stewart spelade rollen som Picard.

Tidigare etablerade utomjordiska raser återkommer i Star Trek: The Next Generation. Federationen har allierats med de forna fienderna Klingonerna, trots de stora kulturella skillnader som fortfarande finns mellan folken. Det kalla kriget med Romulans fortsätter genom hela serien. Dessutom introduceras ytterligare tre fientliga raser, Ferengi, Borger, och Cardassier. Borgerna är det mest betydelsefulla hotet i serien, och anses vara en av de mest ikoniska och ondskefulla skurkarna i hela science fiction-genrens historia. I avsnittet The Best of Both Worlds förintar ett ensamt Borgskepp, på väg mot jorden, 39 av stjärnflottans rymdskepp i slaget Battle of Wolf 359 innan besättningen på Enterprise-D med Jean-Luc Picard i spetsen lyckas stoppa det.
Det är i Star Trek Next Generation som förklaringen till hur humanoider har blivit den dominerande arten på flertalet beboeliga planeter ges. I ett avsnitt berättas om en urgammal, människoliknande art vars civilisation nådde sin höjdpunkt för omkring 4,5 miljarder år sedan. Denna gamla art utforskade galaxen men fann inga varelser som liknade dem, varken tekniskt avancerade eller samhällen på en lägre teknisk och vetenskaplig nivå. Denna urgamla art insåg att de inte skulle existera i all evighet, och bombarderade därför haven med genetiskt material på ett stort antal planeter för att evolutionen i slutändan skulle frammana en intelligent humanoid. Således har människor, klingoner, vulcaner, romulaner, bajoraner, cardassier och många fler arter i Star Trek-universumet en ursprunglig gemensam genpool.

## Tema
Ett sekundärt tema i originalserien är den idealistiska tanken att människan hela tiden målmedvetet förbättrar sig. TNG bygger vidare på detta tema och det får anses vara ett av seriens huvudteman. Den utvecklar också originalseriens användning av utomjordiska varelser och andra science fiction-element som ett medel att utforska dagens sociala, politiska och andliga frågor. Serien fortsätter att spegla Gene Roddenberrys vision av en framtid där mänskligheten har övervunnit krig, rasism, fördomar och fattigdom.
Star Trek: The Next Generation har lovordats för att i grunden ligga närmare en "traditionell", idé-baserad science fiction än någon annan av de vanliga action och äventyrsserierna mellan 1970 och 2000. Men den har också kritiserats för att rygga från karaktärsdrama och konflikter och alltför ofta låta besättningen lösa utmaningar och problem genom att upptäcka eller uppfinna någon hitintills okänd teknologi (kallat för Treknobabble).
Gene Roddenberry stod kvar som exekutiv producent av Star Trek: The Next Generation men hans inflytande minskade alltefter som serien fortsatte. Efter hans död, 1991, tog producenten Rick Berman över men under hans tid kom serien att lita mer på action och konflikter.
Serien innehåller också många berättarelement som återfinns i alla Star Trek-serier. Till exempel är en utomjording eller android en av besättningsmännen i alla serierna och en stor del av dialogen kretsar kring att förklara mänskliga seder och vanor (och ofta upplysa den mänskliga tittaren samtidigt). Ett annat vanligt förekommande tema är tidsparadoxer.

## Kontroverser
Utsikten av en ny serie efter 18 år skapade mycket stor förväntan hos Star Trek-fans, men för somliga förvandlades förväntningarna till ilska när Gene Roddenberry tillkännagav att den nya serien skulle bestå av en helt ny besättning och utspela sig långt efter Star Trek: The Original Series.[källa behövs] Detta betydde att inte ens gästspel av skådespelarna från originalserien var sannolikt. Innan produktionen hann komma igång hade fansen redan börjat skriva protestlistor och organisera sig mot den nya serien.
Det är okänt om eller vilken effekt dessa protester hade på producenterna, men redan under första säsongen diskuterades det att introducera Leonard Nimoy som Spock under säsong fem. Manus hade också skrivits för att införa den kriminella rollen Harry Mudd från originalserien, detta avsnitt ströks dock när skådespelaren Roger C. Carmel dog. DeForest Kelley hade också en gästroll i det första avsnittet som en namnlös amiral (förmodligen Leonard McCoy).

## Influenser och påverkan
När Star Trek: The Next Generation producerades hade termen "Trekkies" blivit förknippat som med en viss nördig fanatism och ansågs av många som nedsättande. Många beundrare av den nya serien bestämde sig då för att kalla sig själva för Trekkers. Båda termerna har blivit utbytbara men de flesta Star Trek-anhängare anser dock att Trekkies är något förolämpande.[källa behövs]Fyra spelfilmer som baserats på TV-serien och med samma roller har gjorts:
- Star Trek: Generations
- Star Trek: First Contact
- Star Trek: Insurrection
- Star Trek: Nemesis.

Den banade också vägen för tre senare TV-serier
- Star Trek: Deep Space Nine
- Star Trek: Voyager
- Star Trek: Enterprise.

Serien har även inspirerat en uppsjö av romaner, analytiska böcker, webbsidor och fan fiction. Den kända sportstadion Skydome i Toronto, Kanada var värd för en massiv CITY-TV-sponsrad tilldragelse för seriens final den 25 maj, 1994. Tusentals människor fyllde stadion för att se på finalavsnittet på stadions Jumbotron.

## Rollista

### Huvudpersoner
Huvudpersonerna i TNG är besättningsmedlemmar ombord rymdskeppet Enterprise. Postinnehavare på bryggan: Jean-Luc Picard (kommendör), William T Riker (kommendörkapten), Data (örlogskapten), Worf (kapten), Deanna Troi (skeppets rådgivare) och fänrik Wesley Crusher. Dessutom är Geordi LaForge (örlogskapten, placerad i maskinrummet delar av tiden) och doktor Beverly Crusher med.
Till skillnad från originalserien så fokuserade TNG mycket mer på seriens sekundära roller och till skillnad från många andra dramaserier vid den tiden så byttes få av huvudrollerna ut under seriens sju säsonger. Tre roller blev borttagna: Tasha Yar, som blev dödad under den första säsongen, Wesley Crusher, som lämnade Enterprise och började studera vid Starfleet Academy, och Dr. Pulaski, som ersatte Beverly Crusher under den andra säsongen. Beverly Crusher togs bort från andra säsongens manus då några av producenterna kände att rollfiguren inte fungerade riktigt. Majoriteten av fansen ogillade emellertid den nya ersättaren och rollfiguren återvände redan under den tredje säsongen.
I början av serien är Wesley Crusher civil ombord på Enterprise men vid stjärndatum 41263.4 (avsnitt "Where No One Has Gone Before") utnämner Picard honom till tillförordnad fänrik.
I varje avsnitt där Diana Muldaur spelar rollen som Katherine Pulaski finns hon listad som gästskådespelare (special guest star) istället för huvudrollsinnehavare. Hon har också gästskådespelat i två avsnitt av TOS närmare bestämt Is There In Truth No Beauty? och Return to Tomorrow.
| Skådespelare    | Grad                               | Roll              | Befattning                                            |
| --------------- | ---------------------------------- | ----------------- | ----------------------------------------------------- |
| Patrick Stewart | Kommendör                          | Jean-Luc Picard   | Befälhavare                                           |
| Jonathan Frakes | Kommendörkapten                    | William Riker     | Försteofficer                                         |
| Brent Spiner    | Örlogskapten                       | Data              | Andreofficer och vetenskapsofficer                    |
| LeVar Burton    | Löjtnant/Kapten/Örlogskapten       | Geordi LaForge    | Maskinchef                                            |
| Michael Dorn    | Kapten                             | Worf              | Säkerhetschef                                         |
| Gates McFadden  | Kommendörskapten                   | Beverly Crusher   | Chefsläkare (säsong 1, 3-7)                           |
| Diana Muldaur   | Kommendörskapten                   | Katherine Pulaski | Chefsläkare (säsong 2)                                |
| Marina Sirtis   | Örlogskapten/Kommendörskapten      | Deanna Troi       | Skeppskurator, rådgivare                              |
| Denise Crosby   | Kapten                             | Tasha Yar         | Säkerhetschef (säsong 1)                              |
| Wil Wheaton     | tillförordnad Fänrik/Fänrik/Kadett | Wesley Crusher    | Son till Dr. Crusher (säsong 1-4, sedan återkommande) |

### Återkommande roller
| Skådespelare    | Roll                                                        | Medverkan          |
| --------------- | ----------------------------------------------------------- | ------------------ |
| Brian Bonsall   | Alexander Rozhenko, Worfs son                               | Säsong 4–7         |
| Patti Yasutake  | Alyssa Ogawa, sjuksköterska                                 | Säsong 3–7         |
| Whoopi Goldberg | Guinan, vis bartender                                       | Säsong 2–7         |
| Colm Meaney     | Miles O'Brien, transportörsansvarig                         | Säsong 1–7         |
| Rosalind Chao   | Keiko O'Brien, Miles O'Briens fru                           | Säsong 4–7         |
| Tony Todd       | Kurn, Worfs halvbror                                        | Säsong 3–7         |
| Majel Barrett   | Lwaxana Troi, Deanna Trois mor rösten till Enterprise dator | Säsong 1–7         |
| Daniel Davis    | Professor Moriarty, en självmedveten holodäckroll           | Säsong 2 och 6     |
| John de Lancie  | Q, omnipotent medlem av Q-kontinuet                         | Säsong 1–7         |
| Dwight Schultz  | Kapten Reginald Barclay, tekniker                           | Säsong 3–7         |
| Michelle Forbes | Fänrik/Kapten Ro Laren, en bajoran                          | Säsong 5–7         |
| Denise Crosby   | Sela, en romulan                                            | Säsong 4 och 5     |
|                 | Spot, Datas katt                                            | Säsong 3–7         |
| Eric Menyuk     | Resenären                                                   | Säsong 1, 4, och 7 |
| Mark Lenard     | Ambassadör Sarek, en vulcan och Spocks far                  | Säsong 3 och 5     |

Majel Barrett (gift med Gene Roddenberry, skaparen av Star Trek), har också gjort rösten till datorn i nästan alla Star Trek-filmer och serier, hon spelade även Nurse Chapel i originalserien samt försteofficer i det första pilotavsnittet, "The Cage" i originalserien.

## Övrigt

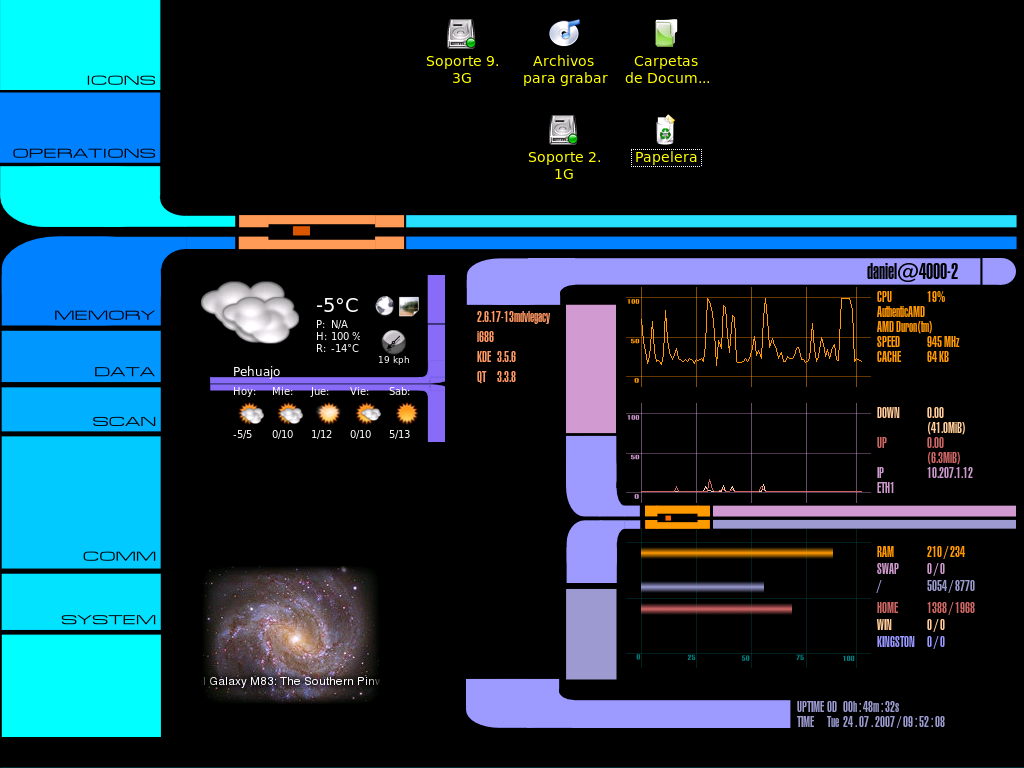
Skärmbild med LCARS-tema.

- Patrick Stewart (Kommendör Jean-Luc Picard) och Jonathan Frakes (Kommendörkapten William T. Riker) är de enda skådespelarna som medverkar i samtliga av seriens avsnitt.
- Colm Meaney (Miles O'Brien) och John de Lancie (Q) är de enda skådespelarna, förutom de som spelar huvudrollerna, som medverkar i både seriens första avsnitt (Encounter at Farpoint) och det sista (All Good Things...). Denise Crosby som lämnade sin roll som Tasha Yar i avsnittet Skin of Evil under första säsongen och därför inte var en av de reguljära i ensemblen medverkade emellertid också i båda avsnitten.
- Från början var det inte tänkt att scendekorer för maskinrummet skulle byggas för pilotavsnittet men eftersom Gene Roddenberry aldrig fick ett maskinrum i originalserien byggt som han ville ha det arrangerade han medvetet att vissa scener skulle utspelas där. På så sätt tvingade han konstruktionen av maskinrummets kulisser.
- Kartan över Enterprise-D i bakre delen av maskinrummets scendekor hänvisar skämtsamt till det faktum att toaletter av en händelse utelämnades i originalseriens design av Enterprise. Kartan i Enterprise-D uppväger detta: en enda toalett finns markerad i mitten av rymdskeppets tefatssektion.
- Bildmaterial från avsnittet The Best of Both Worlds klipptes bort för att det ansågs alltför upprörande. Materialet visade när Picard assimileras av Borgerna och när han som marionetten Locutus bistår Borgerna i Battle of Wolf 359 där 39 av federationens rymdskepp förstörs. Materialet användes sedan i pilotavsnittet, Emissary, av spin off-serien Star Trek: Deep Space Nine.

### Fotnoter
1. ↑  ”Star Trek: The Next Generation”. http://www.imdb.com/title/tt0092455/. Läst 1 mars 2019.
2. ↑  ”Star Trek Databas - Star Trek på svenska”. Star Trek Databas. https://www.startrekdb.se/. Läst 1 mars 2019.